# Kiyosato (Hokkaidō)
Pour les articles homonymes, voir Kiyosato.
Kiyosato (清里町, Kiyosato-chō) est un bourg du district de Shari, situé dans la sous-préfecture d'Okhotsk, sur l'île de Hokkaidō, au Japon.

## Démographie
Au 31 mars 2015, la population de Kiyosato s'élevait à 4 369 habitants répartis sur une superficie de 402,73 km2.